# 吕阿日
吕阿日（法語：Ruages，法語發音：[ʁɥaʒ]）是法国涅夫勒省的一个市镇，属于克拉姆西区。

## 地理
吕阿日（47°19'0"N, 3°40'59"E）面积10.3 平方千米，位于法国勃艮第-弗朗什-孔泰大區涅夫勒省，该省份为法国中部省份，北至约讷省，西北接卢瓦雷省，西接谢尔省，南至阿列省，东南接索恩-卢瓦尔省，东临科多尔省。
与吕阿日接壤的市镇（或旧市镇、城区）包括：赛济、昂蒂安、希特里莱米讷、科尔比尼、迪罗勒、约讷河畔马里尼、穆瓦西-穆利诺、蒙索勒孔特、讷方丹。

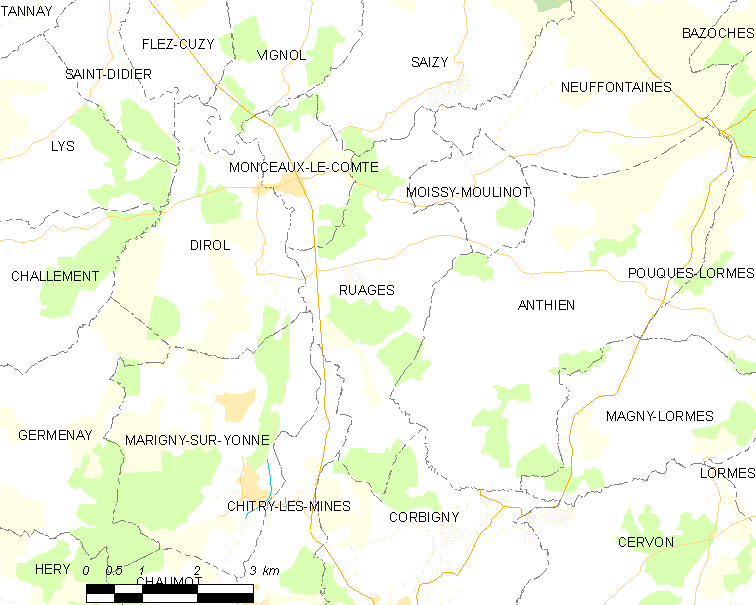
吕阿日的OSM定位图

吕阿日的时区为UTC+01:00、UTC+02:00（夏令时）。

## 行政
吕阿日的邮政编码为58190，INSEE市镇编码为58224。

## 政治
吕阿日所属的省级选区为克拉姆西县。

## 人口

1962-2008年间吕阿日人口变化图示

吕阿日于2022年1月1日时的人口数量为85人。